# Бабаев, Магеррам Пирверди оглы
Бабаев, Магеррам Пирверди оглы — доктор сельскохозяйственных наук, профессор, директор Института почвоведения и агрохимии НАН Азербайджана (2001-2014), Действительный член НАН Азербайджана.

## Биография
Магеррам Бабаев родился 13 января 1937 года в Азербайджане, в городе Барда.
В 1961 г. окончил Азербайджанский сельскохозяйственный институт и начал работать в Институте почвоведения и агрохимии Азербайджанской ССР. 
В 1963-1966 гг. продолжил образование в очной аспирантуре института.

## Деятельность

### Трудовая деятельность
- В 1966-1971 годах — научный сотрудником института
- В 1971-1975 годах — старший научный сотрудник
- В 1975-1981 годах — заведующий лабораторией
- В 1981-1985 годах - директор НИИ садоводства Минплодоовощей
- В 1986-1989 годах — заместитель председателя Комитета аграрной промышленности
- С 1995 года — заведующий лабораторией почвогенеза, географии и картографии Института почвоведения и агрохимии Национальной академии наук Азербайджана
- В 2001-2014 гг. — директор института.[2]
- 2001-2008 гг. — Председатель Диссертационного совета Д.01.41 по защите докторских диссертаций
- 2009-2011 — Председатель экспертной комиссии по биологии и сельскохозяйственным наукам в Высшей Аттестационной Комиссии
- С 2011 г. по настоящее время — Председатель Д.01.41 Диссертационного совета по защите докторских диссертаций
- С 2007 г. — член бюро и заместитель ученого секретаря Отделения биологии Национальной Академии Наук Азербайджана
- С 2012 г. — член бюро Аграрного отделения Академии Наук Азербайджана

## Основные научные достижения
Генезис, эволюция,  морфогенетическая диагностика, номенклатура, классификация и картография  почв Азербайджана,  создание почвенно-географической базы данных антропогенных почв.

## Основные научные работы
- Деградация почв под влиянием возрастающего антропогенного воздействия. Тез. док. III съезда Докучаевского общ.почв-в, Москва, 2000,.С.10-11
- Degradation of soil in Azerbaijan influence increasing antropogen effect EUR 1723EN // European communities,- Italy, 2000, Р.71-74
- Экологический мониторинг биогеоценозов Кура-Араксинской низменности // Тез.док. всес. межд. конф., Сыктывкар
- Роль термоустойчивых микроорганизмов в самоочищении и рекультивации нефтезагрязненных почв сухих субтропиков Азербайджана - Матер. науч. межд. конф.,- Владимир,-Россия, 2004,.С. 244-245
- Management of the processes of degraded soils rehabilitation in Azerbaijan by traditional methods. Elista, Republic of Kalmyk (Russian Federation), 2004 ,.Р. 7-8
- Management of degraded soil rehabilitation processes in Azerbaijan traditional methods - UNESCO-MAB Dry lands series -France, Paris, No 4, 2005, p. 45-52
- Современная классификация почв Азербайджана // Почвоведение, Москва, №11, 2006,.С. 1307-1314
- About the stability of soils to oil contamination along North Export Pipeline- 18th World Congress of soil science, Philadelphia, Pennsylvania, USA, 2006, Р/1-2
- Biological methods of fertility reproduction of antropogen degraded irrigated soils in Azerbaijan dry subtropics Euro Soil 2008, (Vienna, Austria) p 106-107
- Новая классификация антропогенных почв Азербайджана, 2010 г., г. Томск, Россия, Т.1, стр. 11-13, ISBN 5-91302-090-X
- Developed characters of degradation of the irrigative soils in arid and subtropics zone of Azerbaijan Samsun-Turkey, May 26-28, 2010, p. 881-886, ISBN 978-975-7636-69-4
- The methods of fertility reproduction of soils and the growth of high-quality fodder in Azerbaijan, Lozenge, Bulgaria, 2011, p. 12-17, ISSN 1313-7735
- Исследование зависимости плодородия хлопчатника от концентрации солей в лугово- сероземных орошаемых почвах (Irragri Gleyic Calsisols) на Муганской равнине Азербайджанской Республики. Съезд Общ.,Поч-ов., Науч. Конф., Кн. 1, Петрозаводск, Москва, «Карельский научный центр РАН», 2012, с. 445
- Biological indices–an obligatory component in the creation of the informational soil-geographical database4thInternational Congress Eurosoil, Bari-Italy, 2012, p.2234
- The Institute of Soil Science and Agrochemistry of Azerbaijan National Academy of Sciences in independence years (1991-2011) Eurasian Soil Wokrshop, Samsun 2013, Turkey, p. 46-47
- National Reference Base of Anthropogenic Soil Resources in the Azerbaijan RepublicBishkek, Kyrgyzstan, 2013, Volume 2, Number 2 (1), Special Issue for Agricasia “1st Central Asia Congress on Modern Agricultural Techiques and Plant Nutrition “, p. 885-890

## Награды
- 1986 г. — награда "Честь"
- 1987 г. — "Почетный указ" Президиума Верховного Совета Азербайджанской ССР
- 1997 и 2006 г. — "Почетный указ" НАНА
- 2017г. — Награда имени Гасан бека Зардаби НАНА
- 2022 г. — Награжден Орденом Почета НАНА

## Членство в научных организациях
- Член Общества почвоведов мира
- Член Общества почвоведов Российской Федерации
- Член Общества почвоведов Европы
- Заместитель председателя Общества почвоведов Азербайджана